# Edgar Tinel
Pour les articles homonymes, voir Tinel.
Edgar Pierre Joseph Tinel, né à Sinay dans l'actuelle commune de Saint-Nicolas en Flandre-Orientale le 27 mars 1854 et mort à Bruxelles le 28 octobre 1912, est un compositeur et pianiste belge.

## Biographie

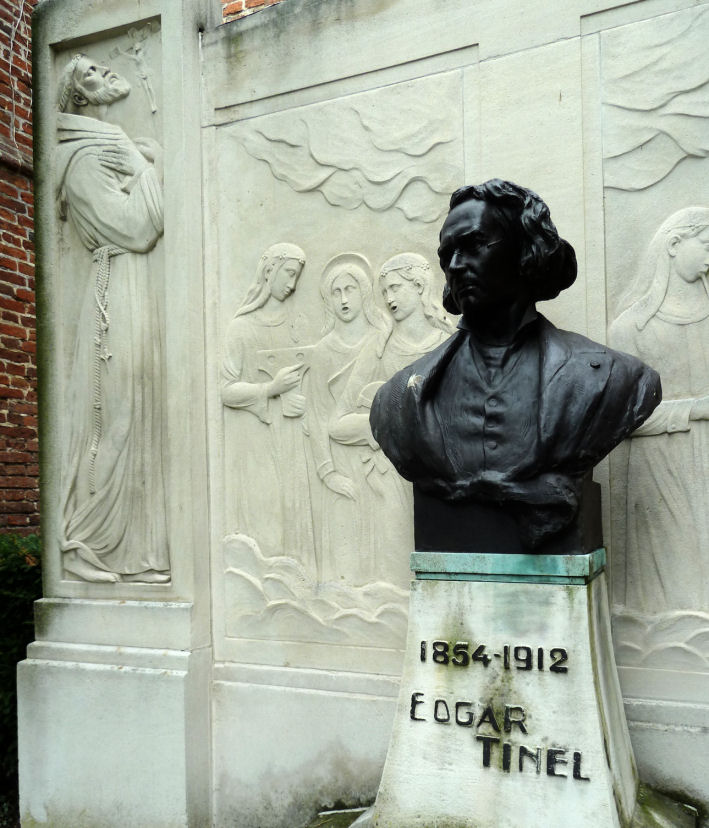
tombe de la famille Tinel, Sinaai

Après avoir étudié le piano au Conservatoire de Bruxelles auprès de Louis Brassin et la composition auprès de François-Auguste Gevaert, il entame une courte carrière de virtuose, qu'il abandonne pour la composition. En 1877, il remporte le prix de Rome belge avec sa cantate Klokke Roeland. En 1881, il succède à Jacques-Nicolas Lemmens comme directeur de l'Institut Lemmens de Louvain.
Il se consacre à l'étude de la musique d'Église ancienne. Nommé inspecteur d'éducation musicale en 1889, il rejoint Bruxelles et devient professeur de contrepoint et de fugue en 1896 au Conservatoire de Bruxelles, dont il devient le directeur en 1908. Élu à l'Académie royale des sciences, des lettres et des beaux-arts de Belgique en 1902, il est fait maître de chapelle royale en 1910.

## Œuvres

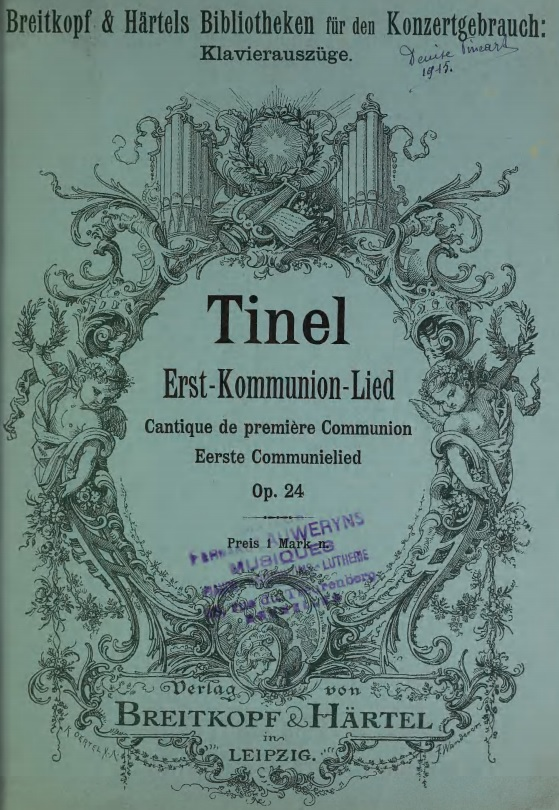
Chœur.

Sa musique liturgique se rapproche de celle du style de Palestrina. Sa musique reflète l'admiration qu'il porte envers Bach, tandis que son orchestration relève de la musique romantique. Ses œuvres pour piano rappellent Schumann, Mendelssohn et Brahms. Il publie Le Chant grégorien en 1890.
Opéra
- Godelieve, opus 43
- Katharina, opus 44

Musique chorale
- Klokke Roeland, opus 17, cantate
- Kollebloemen, opus 20, cantate, 1879, révisée en 1889-90
- Vlaamsche stemme, opus 25
- Te Deum, opus 26, 1883
- Psalm VI, opus 27, 1891
- Franciscus, opus 36, oratorio sur un livret de Lodewijk de Koninck, 1890
- Aurora, opus 37, 1885
- Psalm XXIX, opus 39
- Missa in honorem BMV de Lourdes, opus 41, 1905
- Cantique nuptial, opus 45
- Te Deum, opus 46, 1905
- Psalm CL, opus 47, 1907

Musique pour clavier
- Sonate pour piano en fa mineur, opus 9
- Sonate pour orgue en sol mineur, opus 29
- Bunte Blätter, opus 32 pour piano.

## Source
- (en) Cet article est partiellement ou en totalité issu de l’article de Wikipédia en anglais intitulé « Edgar Tinel » (voir la liste des auteurs).
- (nl) Site du Koninklijk Conservatorium Brussel (section néerlandophone)